# Obrona Leśna
Obrona Leśna – kolonia w Polsce położona w województwie kujawsko-pomorskim, w powiecie żnińskim, w gminie Żnin, w sołectwie Brzyskorzystew.
W latach 1975–1998 miejscowość administracyjnie należała do województwa bydgoskiego.